# Брама Познані
Брама Познані (Інтерактивний центр інтерпретації історичної спадщини) (пол. Interaktywne Centrum Historii Ostrowa Tumskiego, Brama Poznania ICHOT) — культурна інституція в Познані, яка презентує, інтерпретує і популяризує історію і спадщину Тумського Острова в Познані. Інституція знаходиться в комплексі об'єктів найстаршої частини міста, в районі Шьрюдки i Тумського Острова, близько моста Йордана, на березі річки Цибіна. Комплекс складається з сучасного головного будинку і відреставрованого будинку Катедрального Шлюзу, поєднаних собою скляним мостом над річкою Цибіна. Брама Познані підлягає керівництву Центру Історичної Спадщини в Познані — самоврядній культурній інституції міста Познань і є її головним офісом.
Головну частину комплексу Брами Познані займає мультимедіальна експозиція, яка присвячена темі минулого і сучасного Тумського Острова в Познані. В Брамі Познані проводиться також діяльність присвячена виставам, дидактиці, видавництву, шкільництву, популяризації та іншій діяльності в області культурного туризму.

## Генеза
Ідея створення нового інтерактивного центру туристичного руху і культурних ініціатив в районі Шьрюдки повстала на підставі проведеної на початку XXI століття діяльності, яка мала за ціль ревіталізувати здеградовану територію центру Познані, в рамах «Плану Розвитку Міста Познань в 2005—2010 роках». Під час роботи, зв'язаної з маркуванням туристично-культурного продукту міста створено Королівсько-Імператорський Тракт в Познані. Одночасно ціллю проекту була ревіталізація району Шьрюдки і пропагування її через популяризацію історії цієї частини міста.
Концепція Інтерактивного Центру Тумьского Острова висвітлено у виданій в 2010 році, а потім активізовано в 2013 році, «Стратегії Розвитку Міста Познань до 2030 року», в стратегічній програмі «Туристичний Познань». В основі програми Інтерактивного Центру Тумьского Острова було збільшення і зміцнення значення міста в ролі культурно туристичного і рекреаційного центру, збільшуючи атракційність Тумського Острова і району Шьрюдка.
Проект профінансовано з Європейського фонду регіонального розвитку в рамах Операційної Програми Інноваційна Економіка 2007—2013, Пріоритет 6.4 — Інвестиції в туристичні продукти надрегіонального значення.
Інвестиція була реалізована в рамах футбольних приготувань Чемпіонату Європи з футболу 2012.

## Будова
9 березня 2009 року було оголошено міжнародний конкурс на урбаністично-архітектонічний проект і створення експозиції планованого Інтерактивного Центру Історії Тумського Острова. До участі в конкурсі було зареєстровано 52 інституції, подано 25 проектів. 6 липня 2009 року оголошено результат. Першу нагороду отримала AD ARTIS Emerla, Jagiełłowicz, Wojda z Krakowa і виграшний проект був прийнятий до реалізації.
29 січня 2010 року оголошено міжнародний конкурс на проект головної експозиції Центру. З 12 поданих робіт 4 були кваліфіковані для оцінки. Судді одноголосно проголосували за зголошену пропозицію бельгійської фірми Tempora. Проект був скерований до реалізації в рамах прийнятого раніше архітектонічного проекту.

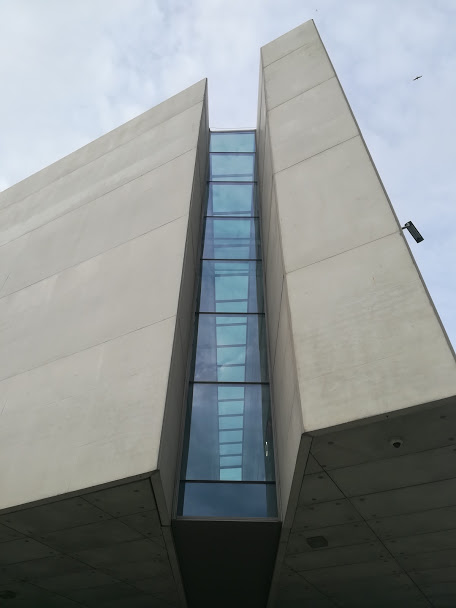
Брама Познані — вид з берегу річки Цибіна на щелину

Інвестором об'єкту від міста Познань була спілка Infrastruktura Euro 2012, а функції інженера проекту та інвестора прийняла спілка Tebodin.
В лютому 2011 року було передано спілці Energopol Szczecin, які були виконавцями першого етапу будови Центру. Головним виконавцем будови була спілка Hydrobudowa Polska в співпраці з іншими спілками.
Осінню і зимою 2011 року, через технічні труднощі, відкриття Центру було перенесено на період після закінчення Євро 2012.
Осінню 2012 року через закриття спілки Hydrobudowa Polska, роль лідера будови прийняло підприємство AKBud, яке раніше було членом консорціум, який будував Центр.

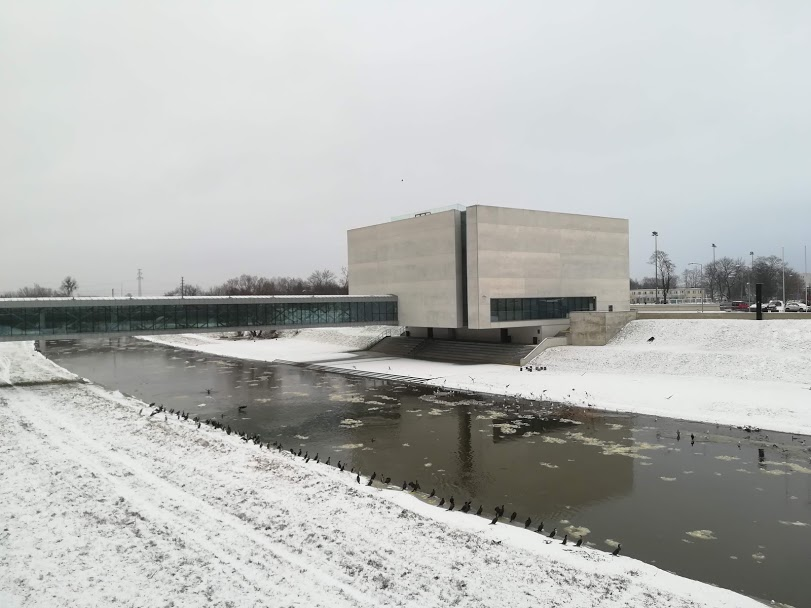
Брама Познані зимою

Весною 2013 року було вибрано нового головного виконавця, завданням якого було закінчення запізнілої будови Центру: підприємство Agrobex.
Будівельні роботи і монтаж експозиції закінчено в 2014 році. Комплекс будинків Брами Познані Інтерактивного Центру Історії Тумського Острова було передано Центру Культурного Туризму ТРАКТ 1 травня 2014 року.

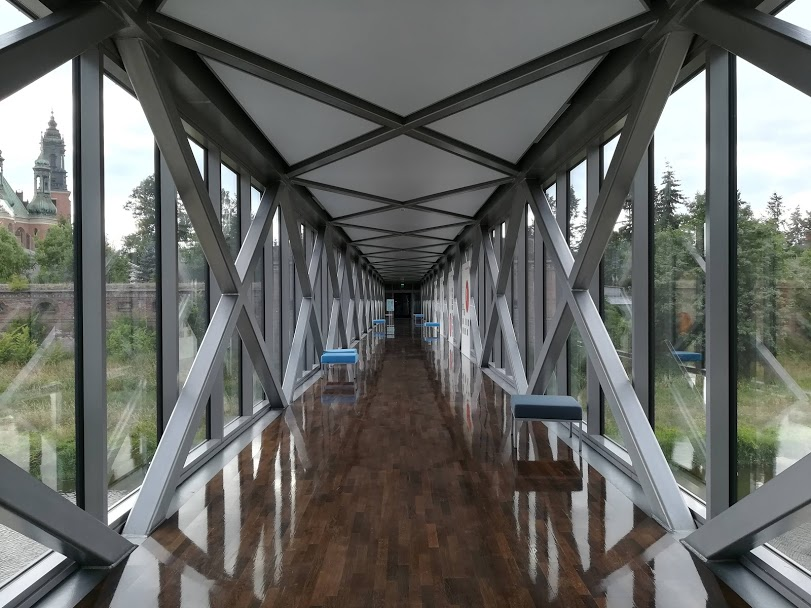
Брама Познані — скляний міст

## Назва
На етапі створення концепції, приготовлення плану, проєктів і будови нова інституція мала назву Інтерактивний Центр Історії Тумського Острова. Ця назва була створена в рамах заяви до Операційної Програми Інноваційної Економіки 2007—2013. В кінцевому результаті в Програмі появилась розгорнута назва: Інтерактивний Центр Історії Тумського Острова в Познані — колиска державності і християнства в Польщі. В такій формі назва вживалась також під час будови. В поточній мові, а також в локальних медіях функціонувала також абревіатура ІХОТ (пол. ICHOT).
Повна назва була розкритикована на локальних публічних дебатах як надто довга, а її абревіатура як незрозуміла і без асоціаційна.
В 2013 році, за кілька тижнів до відкриття Центру, було вирішено модифікувати повну назву інституції на Брама Познані ІХОТ в поєднанню з прийнятним Інтерактивним Центром Історії Тумського Острова. Зміна мала ціль зробити назву більш зрозумілою, доступною і простішою.
Відповідаючи за діяльність об'єкту Центр Історичної Спадщини в Познані (до 2020 року Центр Культурного Туризму ТРАКТ) в практиці послуговується назваою Брама Познані або її розбудованим варантом Брама Познані - Інтерактивний центр інтерпретації історичної спадщини.

## Архітектура
Брама Познані ІХОТ це комплекс, який складається з будинку, який розміщений по двох сторонах річки Цибіна і навколишніми інфраструктурними суспільними і туристичними елементами, такими як паркінг і рекреаційна територія. Головна частина комплексу складається з двох об'єктів: сучасного головного будинку, який розміщений в районі Шьрюдка (на правому березі річки Цибіна) і відновленого західного крила давнього Катедрального Шлюзу, на Тумському Острові (на лівому безі річки Цибіна). Авторами проекту були Аркадіуш Емерла (Arkadiusz Emerla) i Мачєй Войда (Maciej Wojda) з краківської фірми Ad Artis.
Головний будинок знаходить над річкою Цибіна і має характер мінімалістичного квадрату, який розділений діагональною скляною щелиною і керує погляд гостей на познанську катедру. Формуючи, в такі спосіб, дві частини будинку поєднані внутрішніми скляними мостиками, перехід якими є вимушений напрямком оглядин експозиції.
Стіни будинку виконані з архітектонічного бетону без вікон або з маленькими вікнами. Форма будинку і використання архітектонічного бетону візуально складає враження моноліту. В урбаністичному контексті Брама Познані контрастує з сусідніми будинками району Шьрюдки і Тумського Острова. Штивність і мінімалістична форма будинку мають за мету звернути увагу на історичне оточення будинку і на внутрішню експозицію.Згідно оцінки конкурсного суду будинок характеризується: «лапідарною, однозначною і спокійною формою будинку, яка розв'язує проблеми його стосунку до забудови Тумського Острова, катедри і краєвиду долини річки Цибіни. Об'єкт є чительною опозицією в стосунку до історичної забудови, підкреслюючи в цей спосіб її значення. В свою чергу делікатний міст кореспондує історичними залишками забудови шлюзу».
Використана поверхня головного будинку становить: 5116 м², а його площа: 27843 м³.
Друга частина комплексу Брами Познані ІХОТ то історичні залишки давної фортеці, збудованої в 1834—1839 роках західної частини тзв. Катедрального Шлюзу, який був елементом неіснуючого мілітарного гідротехнічного плану. Двоповерховий будинок, площею 738 м² використовується як простір до тимчасових вистав.
Дві частини комплексу поєднані скляним мостом, довжиною 63 метри, яка висить над річкою Цибіна.
В склад комплексу також входить автобусний паркінг, парк при вулиці Гланській і простір на березі річки Цибіна, на який приводять амфітеатральні сходи з головного будинку.

## Експозиція

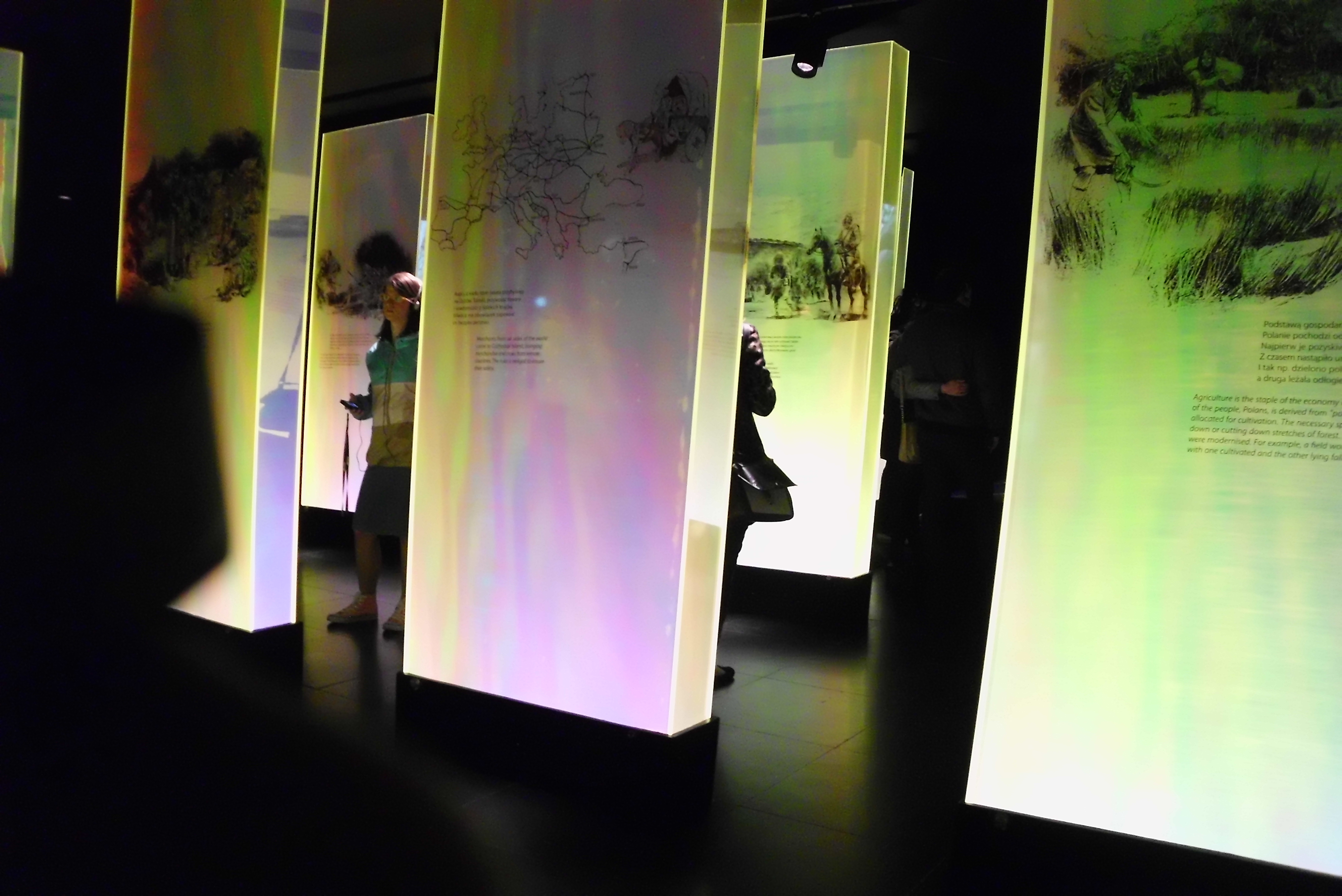
Брама Познані — експозиція — зал «Перше поселення»

Головна експозиція Брами Познані має мультимедіальний характер і не посядає експонатів, музейного значення. Інституція виконує функцію «центру інтерпретації спадщини»: має спростити контакт з культурною спадщиною познанського Тумського Острова. Має показати завдяки зору, слуху і дотику минуле познанського катедрального острова, починаючи від повстання польської державності в період пястовської династії до сучасності.
Експозиція складається з чотирьох зал:
- Перше поселення: нарація стосується початків осадництва і функціонування осади на Тумському Острові
- Вода: розповідь про хрещення Польщі
- Золото: історія розвитку Тумського Острів від XVI до XIX століття
- Вітраж: новітня історія Тумського Острова[35]

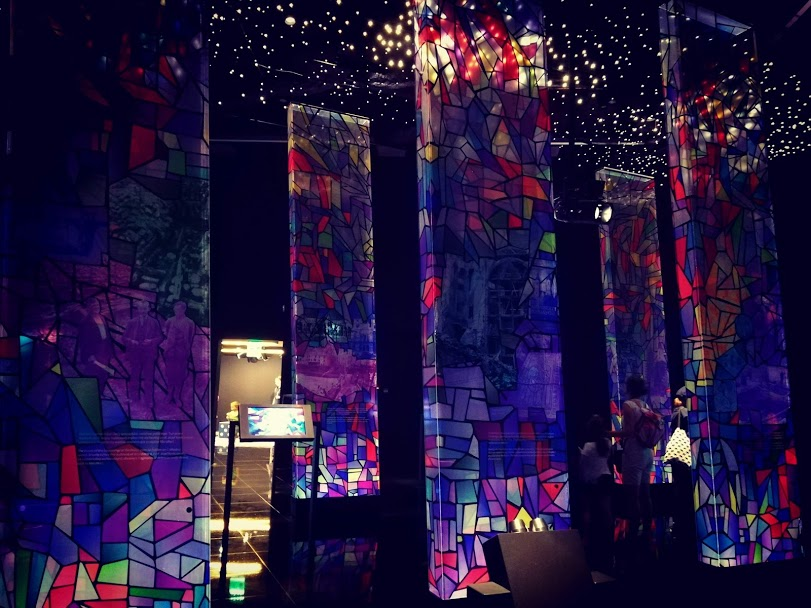
Брама Познані — експозиція — зал «Вітраж»

В рамах експозиції на даху Брами Познані можна також оглянути панораму острова.
Експозиція Брами Познані ІХОТ є пристосована для осіб з інвалідністю і є перекладена на іноземні мови. Огляд експозиції відбувається за допомогою аудіогіда
Загальна площа головної експозиції становить 1076 м².
Для виставкових цілей використовується також простір Катедрального Шлюзу для тимчасових вистав і винятково — скляний міст над річкою Цибіна.

## Діяльність

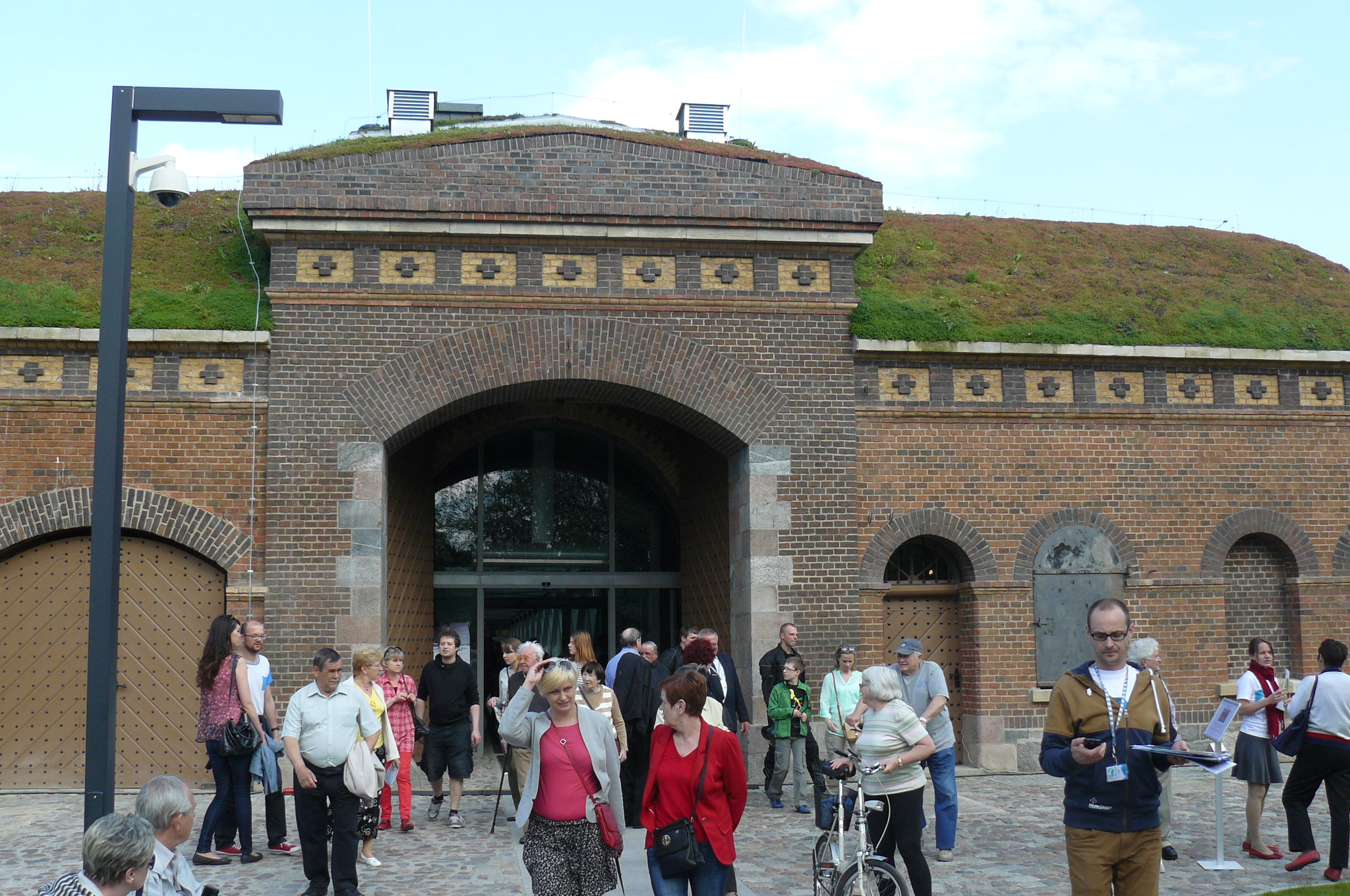
Брама Познані — Катедральний шлюз в Познані

Оператор інституції — Центр Культурної Туризму ТРАКТ, який проводить дидактичну діяльність скеровану для учнів, пенсіонерів, осіб з інвалідністю і т. д., а також педагогічну діяльність для вчителів, музейників, педагогів та інших практикантів інтерпретації спадщини. В центрі також проводиться видавнича діяльність в області соціальної архівістики.
В Брамі Познані проводиться виставкова діяльність, яка полягає в організації тимчасових виставок, які стосуються переважно минулого міста і відбиття минулого на сьогоденні. Організовують також художні виставки, які представляють познанських або зв'язаних з Познанню артистів.
На амфітеатрі на березі річки Цибіна проводиться сезонова діяльність, яка пов'язана з природною спадщиною долини річки Цибіна, Тумського Острова і міста Познань в цілому, наприклад в рамах циклу Жива Ріка.
Центр Культурного Туризму TRAKT проводить свою діяльність в області культурного туризму, організовуючи події зв'язані з локальною спадщиною. Брама Познані є пунктом старту і рецепції Королівсько-Імператорського Тракту в Познані.
Також Брама Познані як головний офіс Центру Історичної Спадщини Познані є простором для діяльності Центру, зв'язаної з іншими маркамиЮ такими як Королівсько-Імператорський Тракт, Fest Fyrtel, а також проєктами типу Суспільного Архіву Шьрюдкі або Познанський Шлях Легенд для Дітей.